# Autobus de Bar-le-Duc
L'autobus de Bar-le-Duc, est un réseau d'autobus qui dessert la ville de Bar-le-Duc et son agglomération, exploité sous l'appellation Transport Urbains du Barrois (TUB).

## Histoire
Le premier service d'autobus de Bar-le-Duc fut créé en 1982, avec deux lignes urbaines :
- Ligne 1: Ville Haute ↔ Hôpital
- Ligne 2: Marbot ↔ Rochelle

La troisième ligne qui circule entre Fains-Véel et Rochelle a été ajouté en 1995.
En 2008, le réseau a été mis en gratuité sur l'ensemble des lignes. Six ans plus tard, à la suite de la création de Meuse Grand Sud, le réseau de TUB fut totalement restructuré avec la création d'une liaison (ligne 1) entre Bar-le-Duc et Ligny-en-Barrois. De ce fait, le réseau a remis en payant afin d'éviter d’augmenter la fiscalité.

## Lignes

### Lignes urbaines
| Ligne | Caractéristiques | Caractéristiques                                            | Caractéristiques                                            | Caractéristiques                                            | Caractéristiques                                            | Caractéristiques                                            | Caractéristiques                                            | Caractéristiques                                            | Caractéristiques                                            |
| 1     | Bar-le-Duc — Libération ⥋ Ligny-en-Barrois — Aouisses | Bar-le-Duc — Libération ⥋ Ligny-en-Barrois — Aouisses       | Bar-le-Duc — Libération ⥋ Ligny-en-Barrois — Aouisses       | Bar-le-Duc — Libération ⥋ Ligny-en-Barrois — Aouisses       | Bar-le-Duc — Libération ⥋ Ligny-en-Barrois — Aouisses       | Bar-le-Duc — Libération ⥋ Ligny-en-Barrois — Aouisses       | Bar-le-Duc — Libération ⥋ Ligny-en-Barrois — Aouisses       | Bar-le-Duc — Libération ⥋ Ligny-en-Barrois — Aouisses       | Bar-le-Duc — Libération ⥋ Ligny-en-Barrois — Aouisses       |
| ----- | --- | ----------------------------------------------------------- | ----------------------------------------------------------- | ----------------------------------------------------------- | ----------------------------------------------------------- | ----------------------------------------------------------- | ----------------------------------------------------------- | ----------------------------------------------------------- | ----------------------------------------------------------- |
| 1     | Ouverture / Fermeture 1er septembre 2014 / — | Longueur 20,2 km                                            | Durée 48 min                                                | Nb. d’arrêts 25                                             | Matériel Standards                                          | Jours de fonctionnement L, Ma, Me, J, V, S, D               | Jour / Soir / Nuit / Fêtes O / N / N / O                    | Voy. / an —                                                 | Exploitant —                                                |
| 1     | Desserte : - Villes et stations : Bar-le-Duc (Libération, Poincaré, Saincère, Rochelle, Sébastopol-Gare, Bradfer, Auchan), Longeville-en-Barrois (Lotissement, Groupe Scolaire), Tannois (L'aire de Retournement), Tronville-en-Barrois (Rhovyl, Centre), Nançois-sur-Ornain (Gare, Centre), Velaines (Rue de Nançois, Centre), Ligny-en-Barrois (Bel-Air, Battants, Leroux, Gare, CTM, Ballastière, Centre Commercial, Piscine, Aouisses) - Gares desservies : Bar-le-Duc, Nançois - Tronville |                                                             |                                                             |                                                             |                                                             |                                                             |                                                             |                                                             |                                                             |
| 1     | Autre : - Arrêts non accessibles aux UFR : - Particularités : - La station Piscine est uniquement desservie dans certaines heures de la semaine en période scolaire - Le dimanche et jour férié, la ligne sera prolongée à Hôpital - Date de dernière mise à jour : 11 juillet 2019. |                                                             |                                                             |                                                             |                                                             |                                                             |                                                             |                                                             |                                                             |
| 1     | Dernière actualisation : — |                                                             |                                                             |                                                             |                                                             |                                                             |                                                             |                                                             |                                                             |
| 2     | Bar-le-Duc — Auchan ⥋ Bar-le-Duc — Petit Juré | Bar-le-Duc — Auchan ⥋ Bar-le-Duc — Petit Juré               | Bar-le-Duc — Auchan ⥋ Bar-le-Duc — Petit Juré               | Bar-le-Duc — Auchan ⥋ Bar-le-Duc — Petit Juré               | Bar-le-Duc — Auchan ⥋ Bar-le-Duc — Petit Juré               | Bar-le-Duc — Auchan ⥋ Bar-le-Duc — Petit Juré               | Bar-le-Duc — Auchan ⥋ Bar-le-Duc — Petit Juré               | Bar-le-Duc — Auchan ⥋ Bar-le-Duc — Petit Juré               | Bar-le-Duc — Auchan ⥋ Bar-le-Duc — Petit Juré               |
| 2     | Ouverture / Fermeture 1er septembre 2014 / — | Longueur 5,8 km                                             | Durée 24 min                                                | Nb. d’arrêts 19                                             | Matériel Standards                                          | Jours de fonctionnement L, Ma, Me, J, V, S                  | Jour / Soir / Nuit / Fêtes O / N / N / N                    | Voy. / an —                                                 | Exploitant —                                                |
| 2     | Desserte : - Villes et stations : Bar-le-Duc (Auchan, Poutôts, Mairie de Savonnières, Marcel Pagnol, Salvanges, Zone Oudinot, Bradfer, Sébastopol - Gare, Rochelle, Allende - Gare, Hôtel de ville, Fontaine, Rue des Ducs, Paquis, Jard, Ecole normale, Naga, Chenaie, Petit Juré) - Gares desservies : Bar-le-Duc |                                                             |                                                             |                                                             |                                                             |                                                             |                                                             |                                                             |                                                             |
| 2     | Autre : - Arrêts non accessibles aux UFR : - Particularités : - Date de dernière mise à jour : 11 juillet 2019. |                                                             |                                                             |                                                             |                                                             |                                                             |                                                             |                                                             |                                                             |
| 2     | Dernière actualisation : — |                                                             |                                                             |                                                             |                                                             |                                                             |                                                             |                                                             |                                                             |
| 3     | Bar-le-Duc — Grande Terre ⥋ Bar-le-Duc — Centre Hospitalier | Bar-le-Duc — Grande Terre ⥋ Bar-le-Duc — Centre Hospitalier | Bar-le-Duc — Grande Terre ⥋ Bar-le-Duc — Centre Hospitalier | Bar-le-Duc — Grande Terre ⥋ Bar-le-Duc — Centre Hospitalier | Bar-le-Duc — Grande Terre ⥋ Bar-le-Duc — Centre Hospitalier | Bar-le-Duc — Grande Terre ⥋ Bar-le-Duc — Centre Hospitalier | Bar-le-Duc — Grande Terre ⥋ Bar-le-Duc — Centre Hospitalier | Bar-le-Duc — Grande Terre ⥋ Bar-le-Duc — Centre Hospitalier | Bar-le-Duc — Grande Terre ⥋ Bar-le-Duc — Centre Hospitalier |
| 3     | Ouverture / Fermeture 1er septembre 2014 / — | Longueur 7 km                                               | Durée 25 min                                                | Nb. d’arrêts 18                                             | Matériel Standards                                          | Jours de fonctionnement L, Ma, Me, J, V, S                  | Jour / Soir / Nuit / Fêtes O / N / N / N                    | Voy. / an —                                                 | Exploitant —                                                |
| 3     | Desserte : - Villes et stations : Bar-le-Duc (Grande Terre, EPL Agro, Glycines, Hinot, Chapelle, Cimetière, Médiathèque, Sébastopol - Gare, Rochelle, Triby, Vademont, Alsace, Flandres, Anjou, Ardennes, Barrois, Centre de soins, Centre hospitalier) - Gares desservies : Bar-le-Duc |                                                             |                                                             |                                                             |                                                             |                                                             |                                                             |                                                             |                                                             |
| 3     | Autre : - Arrêts non accessibles aux UFR : - Particularités : - Date de dernière mise à jour : 11 juillet 2019. |                                                             |                                                             |                                                             |                                                             |                                                             |                                                             |                                                             |                                                             |
| 3     | Dernière actualisation : — |                                                             |                                                             |                                                             |                                                             |                                                             |                                                             |                                                             |                                                             |

### Ligne secondaire
| Ligne | Caractéristiques | Caractéristiques                                             | Caractéristiques                                             | Caractéristiques                                             | Caractéristiques                                             | Caractéristiques                                             | Caractéristiques                                             | Caractéristiques                                             | Caractéristiques                                             |
| 4     | Bar-le-Duc — Rochelle ⥋ Combles-en-Barrois — Domaine du Golf | Bar-le-Duc — Rochelle ⥋ Combles-en-Barrois — Domaine du Golf | Bar-le-Duc — Rochelle ⥋ Combles-en-Barrois — Domaine du Golf | Bar-le-Duc — Rochelle ⥋ Combles-en-Barrois — Domaine du Golf | Bar-le-Duc — Rochelle ⥋ Combles-en-Barrois — Domaine du Golf | Bar-le-Duc — Rochelle ⥋ Combles-en-Barrois — Domaine du Golf | Bar-le-Duc — Rochelle ⥋ Combles-en-Barrois — Domaine du Golf | Bar-le-Duc — Rochelle ⥋ Combles-en-Barrois — Domaine du Golf | Bar-le-Duc — Rochelle ⥋ Combles-en-Barrois — Domaine du Golf |
| ----- | --- | ------------------------------------------------------------ | ------------------------------------------------------------ | ------------------------------------------------------------ | ------------------------------------------------------------ | ------------------------------------------------------------ | ------------------------------------------------------------ | ------------------------------------------------------------ | ------------------------------------------------------------ |
| 4     | Ouverture / Fermeture 1er septembre 2014 / — | Longueur 8,7 km                                              | Durée 26 min                                                 | Nb. d’arrêts 17                                              | Matériel Standards                                           | Jours de fonctionnement L, Ma, Me, J, V, S                   | Jour / Soir / Nuit / Fêtes O / N / N / N                     | Voy. / an —                                                  | Exploitant —                                                 |
| 4     | Desserte : - Villes et stations : Bar-le-Duc (Rochelle, Saincère, Poincaré, Libération), Fains-Véel (Club Canin, Bégarenne, Varenne, Intermarché, Hôpital, Canal, Mairie, Pressoir, Mourot, Guédotte, Les Veillots, Véel), Combles-en-Barrois (Domaine du Golf) - Gares desservies : aucune |                                                              |                                                              |                                                              |                                                              |                                                              |                                                              |                                                              |                                                              |
| 4     | Autre : - Arrêts non accessibles aux UFR : - Particularités : - Date de dernière mise à jour : 11 juillet 2019. |                                                              |                                                              |                                                              |                                                              |                                                              |                                                              |                                                              |                                                              |
| 4     | Dernière actualisation : — |                                                              |                                                              |                                                              |                                                              |                                                              |                                                              |                                                              |                                                              |

### Ligne de renfort
| Ligne | Caractéristiques | Caractéristiques                                      | Caractéristiques                                      | Caractéristiques                                      | Caractéristiques                                      | Caractéristiques                                      | Caractéristiques                                      | Caractéristiques                                      | Caractéristiques                                      |
| R1    | Bar-le-Duc — Libération ⥋ Ligny-en-Barrois — Aouisses | Bar-le-Duc — Libération ⥋ Ligny-en-Barrois — Aouisses | Bar-le-Duc — Libération ⥋ Ligny-en-Barrois — Aouisses | Bar-le-Duc — Libération ⥋ Ligny-en-Barrois — Aouisses | Bar-le-Duc — Libération ⥋ Ligny-en-Barrois — Aouisses | Bar-le-Duc — Libération ⥋ Ligny-en-Barrois — Aouisses | Bar-le-Duc — Libération ⥋ Ligny-en-Barrois — Aouisses | Bar-le-Duc — Libération ⥋ Ligny-en-Barrois — Aouisses | Bar-le-Duc — Libération ⥋ Ligny-en-Barrois — Aouisses |
| ----- | --- | ----------------------------------------------------- | ----------------------------------------------------- | ----------------------------------------------------- | ----------------------------------------------------- | ----------------------------------------------------- | ----------------------------------------------------- | ----------------------------------------------------- | ----------------------------------------------------- |
| R1    | Ouverture / Fermeture 1er septembre 2014 / — | Longueur —                                            | Durée —                                               | Nb. d’arrêts —                                        | Matériel Standards                                    | Jours de fonctionnement L, Ma, Me, J, V               | Jour / Soir / Nuit / Fêtes O / N / N / O              | Voy. / an —                                           | Exploitant —                                          |
| R1    | Desserte : - Villes : Bar-le-Duc, Longeville-en-Barrois, Tannois, Tronville-en-Barrois, Nançois-sur-Ornain, Velaines, Ligny-en-Barrois, Saint-Amand-sur-Ornain - Gares desservies : Bar-le-Duc, Nançois - Tronville                                   |                                                       |                                                       |                                                       |                                                       |                                                       |                                                       |                                                       |                                                       |
| R1    | Autre : - Arrêts non accessibles aux UFR : - Particularités : Cette ligne renforce .1. du lundi au vendredi en période scolaire, avec 3 à 4 courses de parcours non identique par jour et par sens. - Date de dernière mise à jour : 11 juillet 2019. |                                                       |                                                       |                                                       |                                                       |                                                       |                                                       |                                                       |                                                       |
| R1    | Dernière actualisation : — |                                                       |                                                       |                                                       |                                                       |                                                       |                                                       |                                                       |                                                       |
| R3    | Behonne — Mairie ⥋ Bar-le-Duc — Rochelle | Behonne — Mairie ⥋ Bar-le-Duc — Rochelle              | Behonne — Mairie ⥋ Bar-le-Duc — Rochelle              | Behonne — Mairie ⥋ Bar-le-Duc — Rochelle              | Behonne — Mairie ⥋ Bar-le-Duc — Rochelle              | Behonne — Mairie ⥋ Bar-le-Duc — Rochelle              | Behonne — Mairie ⥋ Bar-le-Duc — Rochelle              | Behonne — Mairie ⥋ Bar-le-Duc — Rochelle              | Behonne — Mairie ⥋ Bar-le-Duc — Rochelle              |
| R3    | Ouverture / Fermeture 1er septembre 2022 / — | Longueur —                                            | Durée 18 min                                          | Nb. d’arrêts 17                                       | Matériel Standards                                    | Jours de fonctionnement L, Ma, Me, J, V               | Jour / Soir / Nuit / Fêtes O / N / N / N              | Voy. / an —                                           | Dépôt —                                               |
| R3    | Desserte : - Villes : Bar-le-Duc, Behonne - Gares desservies : Bar-le-Duc |                                                       |                                                       |                                                       |                                                       |                                                       |                                                       |                                                       |                                                       |
| R3    | Autre : - Arrêts non accessibles aux UFR : - Particularités : - Date de dernière mise à jour : 16 juin 2023. |                                                       |                                                       |                                                       |                                                       |                                                       |                                                       |                                                       |                                                       |
| R3    | Dernière actualisation : — |                                                       |                                                       |                                                       |                                                       |                                                       |                                                       |                                                       |                                                       |

### Lignes scolaires
Le réseau TUB possède 9 lignes scolaires, numérotées de 11 à 19, recouvrent le territoire de l'agglomération, fonctionnent du lundi au vendredi en période scolaire.

### Transport à la demande
Le réseau TUB offre des services TAD (Transport à demande), principalement destine aux communes qui ne sont pas couvertes par les lignes régulières.